# Braunschlag
Braunschlag est une série télévisée de l'Österreichischer Rundfunk, produite en huit épisodes diffusées pour la première fois en 2012 et créée par David Schalko (de) (idée, scénario, réalisation et production).

## Synopsis
La série se déroule dans la Marktgemeinde fictive de Braunschlag, situé dans le Waldviertel, à la frontière de l’Autriche avec la République tchèque. Pour le maire Gerry Tschach, ce n'est pas facile : Après quelques idées d’entreprises qui ont échoué, sa commune est fauchée, alors seul un miracle peut aider.
Son mariage avec Herta Tschach est terminé et sa fille Babs veut économiser de l'argent avec son petit copain Ronnie, qui rêve d'aller vivre aux États-Unis. C'est pourquoi Gerry passe ses soirées dans la discothèque de son « ami stérile » et visionnaire des affaires, Richard Pfeisinger.
Dans la discothèque, il rencontre toujours Elfi, l'épouse de Richard Pfeisinger, « probablement l'ancienne Miss Basse-Autriche », et la sœur de l'irrécupérable Reinhard Matussek. Celui-ci exploite une aire d'atterrissage pour les OVNI (qui existe dans la réalité à Kautzen) et est amateur de taxidermie. Le père d'Elfi et de Reinfeld, M. Matussek, est un riche fabricant de textiles, très malade, qui ne sait pas grand-chose de ses enfants.
Au début du premier épisode, Gerry et Richard évoquent l’idée d’une fausse apparition mariale dans une clairière dans la forêt, afin d'attirer le tourisme religieux qui fait la fortune de Međugorje. Ils choisissent comme pigeon Rein Matussek. D'abord persuadé qu'il s'agit d'un OVNI, Reinhard croit ensuite au miracle et commence à proclamer les messages de Marie dans le village. Quand finalement même le père mourant de Reinhard est guéri, après que sa fille Elfi a mis deux cobayes sur sa poitrine, les touristes du pèlerinage inondent la ville insolvable, apportant l'essor financier espéré.
Bien sûr, le vieux Matussek et le politicien Strippenzieher, secrétaire du parti de Gerry dans la capitale de la Basse-Autriche, Sankt Pölten, souhaitent tirer profit du prétendu miracle. Le neveu du gouverneur de province de Basse-Autriche se rend finalement à Braunschlag en personne pour influencer Gerry dans l'intérêt de son oncle. À cela s’ajoute un commissaire métrosexuel du Vatican « sous la forme de l’inquisiteur Banyardi ». Mais celui-ci tombe amoureux de la femme de chambre allemande Silke, qui travaille à la ferme de la mère de Gerry.
Bientôt, les deux inventeurs du miracle s’éloignent de la situation, qui empire de plus en plus : « ... entre la folie des habitants, la pression de St. Pölten, les problèmes conjugaux insolubles et le Vatican », le miracle de Braunschlag devient une malédiction. Tout d’abord, le prêtre haïtien s’échappe de la place. Elfi tombe enceinte, malgré l'infertilité de son petit ami Richard et cache que l'enfant est issu de sa liaison avec son meilleur ami Gerry. Herta, l'épouse de Gerry, n'en peut plus d'être ignorée par son mari et commence à fréquenter un « zoo câlin », où elle tombe amoureuse d'un lapin. Un étranger braque la banque locale, mais tout le monde dans le village croit que c'est Ronnie, l'amoureux de Babs, la fille de Gerry. Le vieux Matussek meurt déchiré en morceaux par un chien qui ressemble tellement à son chien - qui s'était échappé il y a trois ans - que les villageois le considèrent comme une incarnation du diable.
Gerry rêve d'une colombe qui lui envoie une malédiction. Il démissionne donc de ses fonctions de maire et cède son poste à Banyardi, qui avait déjà quitté ses fonctions ecclésiastiques à cause de la femme de chambre allemande Silke. On découvre que la voisine de Gerry, Mme Berner, avait enfermé deux hommes dans le sous-sol pendant des années, qui avaient passé leur temps à jouer au ping-pong, et après le braquage de la banque de Ronnie, ils sont également emprisonnés. Seulement quand les trois se disputent, ils découvrent un trou dans le conduit de ventilation et attirent l'attention de Gerry, qui appelle la police. Il y a ensuite une ébullition médiatique internationale comme avec Josef Fritzl. Enfin, l'affaire entre le maire et Elfi s'envole et Richard se déchaîne avec une tronçonneuse. Dans le même temps, cependant, le testament du vieux Matussek prouve que ce grès brun servait de stockage illégal pour les déchets nucléaires tchèques, de sorte que tout l’endroit était complètement évacué en quelques heures. Seuls Gerry et Richard sont partis sans leurs épouses et les deux autres enfermés au sous-sol. Silke revient avec Banyardi et Reinhard Matussek assiste à un enlèvement par des extraterrestres du chien empaillé.

## Fiche technique
- Titre : Braunschlag
- Réalisation : David Schalko (de)
- Scénario : David Schalko assisté de Florian Engelhardt et de Sonja Levy
- Musique : Kyrre Kvam
- Direction artistique : Hannes Salat
- Costumes : Alfred Mayerhofer
- Photographie : Marcus Kanter (de)
- Son : Walter Amann
- Montage : Alarich Lenz (de) (4 épisodes), Evi Romen (4 épisodes)
- Producteurs : John Lueftner (de), David Schalko
- Société de production : Superfilm (de), Österreichischer Rundfunk
- Société de distribution : Österreichischer Rundfunk
- Pays d'origine :  Autriche
- Langue : allemand
- Format : Couleur - 1,78:1 - Dolby Digital - 35 mm
- Genre : Comédie dramatique
- Durée : 8 épisodes de 45 minutes
- Dates de première diffusion :
  -  Autriche : 18 septembre 2012 sur ORF eins.
  -  Allemagne : 21 septembre 2015 sur RTL Crime.

## Distribution

### Rôles principaux
- Robert Palfrader (de) : Gerhard Tschach, le bourgmestre
- Maria Hofstätter : Herta Tschach
- Nicholas Ofczarek : Richard Pfeisinger, propriétaire de discothèque
- Nina Proll : Elfie Pfeisinger
- Raimund Wallisch : Reinhard Matussek
- Manuel Rubey : Alfred Banyardi, le visiteur apostolique
- Sabrina Reiter : Barbara "Babs" Tschach
- Christopher Schärf : Ronald "Ronnie" Zeman
- Simon Schwarz : Katzlbrunner
- Branko Samarovski : Dr. Feist père
- Thomas Stipsits : Dr. Feist fils
- Stefanie Reinsperger : la policière Gerti
- Erol Nowak : le policier Hannes Salat
- Adina Vetter : Silke/Waltraud

### Rôles secondaires
- Gabriela Schmoll : la mère Tschach
- Libgart Schwarz : Mme Berner
- Hannes Thanheiser : Le père Matussek
- David Wurawa : Le père
- David Miesmer : Kevin, l'employé de banque
- Martina Spitzer : Mucki, la secrétaire de mairie
- Ruth Brauer-Kvam : Gertrude, nonne du Vatican
- Ronald Seboth : Le mafieux russe
- Inge Maux : La mère de Mme Tschach
- Karlheinz Hackl : Hans Berner
- Johannes Krisch : Gerhard Praschak
- Bibiana Zeller : Tante Cornelia
- Klaus Rott : Le policier criminel
- Michael Thomas : Leo
- Doris Schretzmayer : Gitti, la thérapeute du tantra

## Liste des épisodes
- Épisode 1: Ein heiliges Wunder
- Épisode 2 : Das Wirtschaftswunder
- Épisode 3 : Der Fluch
- Épisode 4 : Der Überfall
- Épisode 5 : Bauxi
- Épisode 6 : Der neue Bürgermeister
- Épisode 7 : Im Keller
- Épisode 8 : Freunde fürs Leben

## Crédit d'auteurs
- (de) Cet article est partiellement ou en totalité issu de l’article de Wikipédia en allemand intitulé « Braunschlag » (voir la liste des auteurs).